# V tylu vraga
V tylu vraga (В тылу врага) è un film del 1941 diretto da Evgenij Michajlovič Šnejder.